# Sepp Mayerl
Sepp Mayerl (* 14. April 1937 in Göriach bei Dölsach, Osttirol; † 28. Juli 2012 in den Lienzer Dolomiten bei Lavant) war ein österreichischer Bergsteiger.

## Leben
Sepp Mayerl – nach seinem elterlichen Hofnamen in Bergsteigerkreisen als „Blasl-Sepp“ bekannt – war von Beruf Dachdecker und Kirchturm-Restaurator. Er hatte sich auf Schindeldächer an Kirchtürmen spezialisiert und suchte sich bei seinen Arbeitsaufenthalten Kletterpartner. Er fand dadurch im Zillertal den fünf Jahre jüngeren Peter Habeler und den sieben Jahre jüngeren Reinhold Messner, die sich dadurch kennenlernten.
In den 1960er Jahren gelangen ihm zahlreiche Erstbegehungen in den Dolomiten und den Osttiroler Bergen. Die bis heute bekannteste seiner Erstbegehungen ist die Mayerlrampe (nach ihm benannt) in der Nordostwand des Großglockners. 1969 gelang Sepp Mayerl eine Besteigung des Yerupaja Grande über den schwierigen Südostpfeiler.

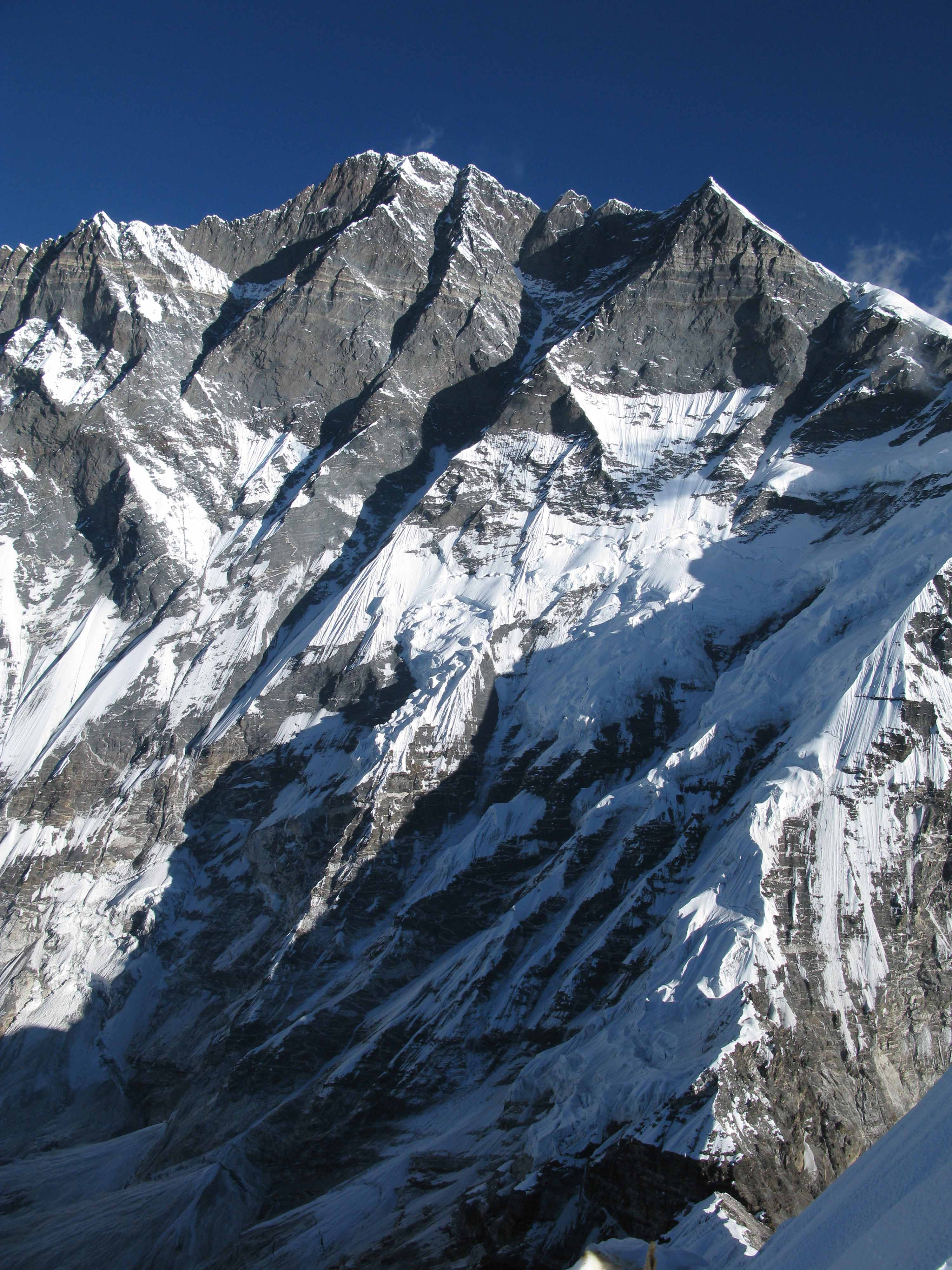
Lhotse und Lhotse Shar

1970 gelang ihm zusammen mit seinem Freund Rolf Walter die Erstbesteigung des 8386 m hohen Lhotse Shar, eines Nebengipfels des Lhotse. 1975 gelang Mayerl die Erstbegehung der Südwand des Yalung Kang im Himalaya, 8438 m, im Rahmen einer Expedition von DAV und ÖAV. 1980 gelang Mayerl mit Hermann Neumair und Ang Chappal die Erstbesteigung des Fang (7647 m), eines unzugänglichen Gipfels im Annapurna-Massiv des Himalaya. 1983 gelang ihm die Erstbesteigung des Jichu Drake-Südgipfels, 7012 m, in Bhutan.
Sepp Mayerl verunglückte 2012 im Alter von 75 Jahren aus ungeklärter Ursache beim Aufstieg in der Nordwand der Adlerwand (2391 m) in den Lienzer Dolomiten.